# Titanis

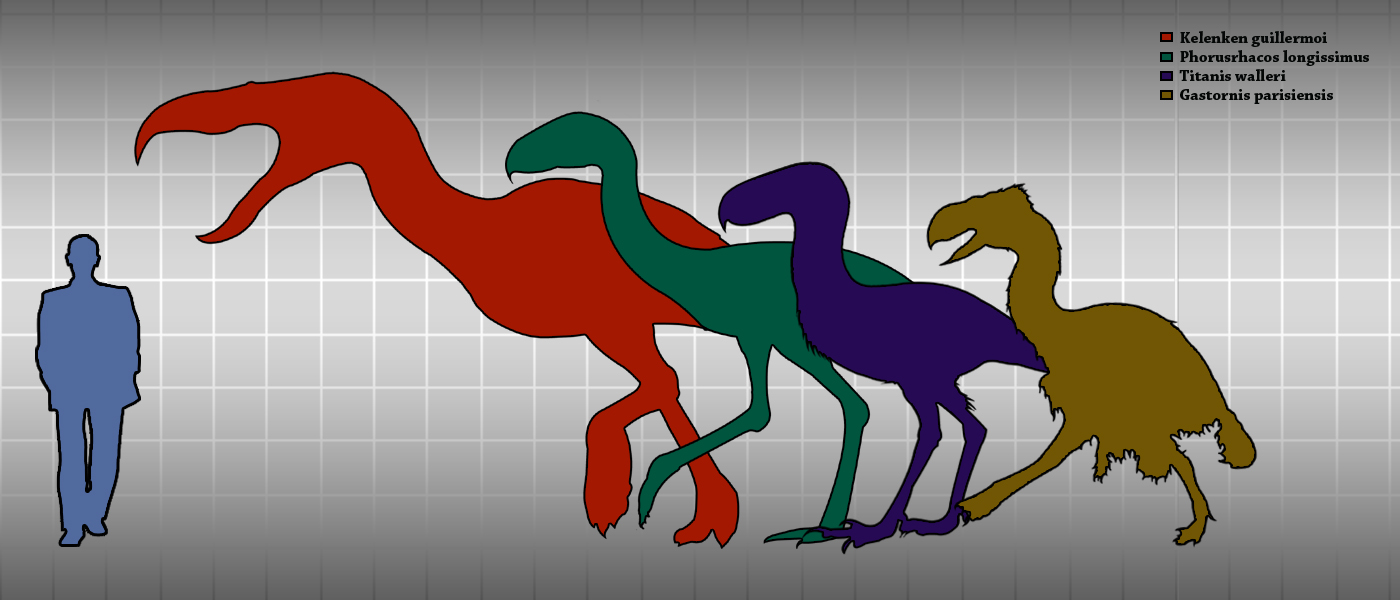

Titanis – rodzaj olbrzymiego, nielotnego wymarłego ptaka występującego od wczesnego pliocenu do wczesnego plejstocenu w Ameryce Północnej. Nazwa rodzajowa odnosi się do dużych rozmiarów tego ptaka, zaś epitet gatunkowy gatunku typowego, Titanis walleri, honoruje Benjamina I. Wallera – osobę, która odkryła pierwsze szczątki tego ptaka. Skamieliny titanisa są datowane na 5 do 2 milionów lat. W Teksasie i na Florydzie odkryto szczątki przedstawicieli tego rodzaju pochodzące z osadów, których wiek oszacowano na 15 000 lat, co sugeruje, że Titanis przetrwał dłużej, niż wcześniej uważano, jednak późniejsze, dokładniejsze ich datowania, przeprowadzone przez McFaddena i innych, zanegowały poprzednie szacunki. Titanis był jednym z przedstawicieli Phorusrhacidae – rodziny wielkich nielotnych ptaków drapieżnych, które wyewoluowały w Ameryce Południowej, a później przedostały się do Ameryki Północnej. Był to jeden z ich ostatnich przedstawicieli.

## Budowa
Titanis mógł osiągać 2,5 m wzrostu i ok. 150 kg masy. Niektóre szczątki przypisane do tego zwierzęcia są znacznie mniejsze niż inne, co może świadczyć o występowaniu dymorfizmu płciowego. Mimo iż nie znaleziono do tej pory czaszki titanisa, prawdopodobnie była ona wielka i ciężka, zakończona ostrym dziobem – jak u innych fororaków. Skrzydła tego ptaka były stosunkowo niewielkie. To oraz duża masa powodowały, że nie mógł on latać. Skrzydła były również bardzo giętkie i być może – podobnie jak u niektórych fororaków – zakończone trzema pazurami, choć nie ma na to bezpośrednich dowodów. Ogólnie Titanis był bardzo podobny do swoich najbliższych krewnych – południowoamerykańskich rodzajów Phorusrhacos i Devincenzia. Niewiele wiadomo o budowie ciała titanisa, jednak wydaje się, że miał smuklejsze stopy niż Devincenzia oraz proporcjonalnie znacznie silniejszy środkowy palec. Titanis żył na trawiastych równinach Ameryki Północnej, gdzie najprawdopodobniej pożywiał się padliną i niewielkimi ssakami.

## Titanisw kulturze masowej
Titanis występuje w serialu Wędrówki z bestiami: Tygrys szablozębny. Jest on tam określany jako fororak, jednak zdaniem twórców Titanis w rzeczywistości jest synonimem fororaka. W rzeczywistości Titanis wymarł 2 miliony lat temu, a akcja odcinka dzieje się milion lat temu. Przypuszczalnie twórcy sugerowali się skamielinami titanisa, których wiek początkowo błędnie oszacowano na 15 tysięcy lat.